# 词族
一个基本词和该词通过词根词缀的变化而产生意义屈折变化的那些词，再加上其同源词的总和为一个词族。换言之，所有有着共同语源学渊源的词，都有着一定的联系。即使是母语者也常意识不到这点。 (如英语 "wrought (iron)"和"work(ed)"). 英语中的屈折词缀  包括第三人称 -s， 动词 -ed 和 -ing， 复数 -s, 所有格 -s， 比较级 -er 和 最高级 -est。 派生词缀包括 -able，-er, -ish, -less, -ly, -ness, -th, -y, non-, un-, -al, -ation, -ess, -ful, -ism, -ist, -ity, -ize/-ise, -ment, in-。
现代汉语中词族的概念并不显著。这是因为其典型的词缀并不丰富，从语法上看，现代汉语也较少词汇内部的屈折，它是通过虚词和语序而非词根、词缀来表达语法意义的。
基本词和其屈折变化形式产生的词，有着相同或相似的意义，语言学习者只需要了解基本词和词缀，就可以习得所有同类的词。若需要提取相关词根中的所有词，使用词族这一概念就会很方便。在语言习得过程中引入词族，可以减少辨认和提取同类词所需的时间。